# Biserica „Sfântul Ierarh Nicolae” din Viișoara

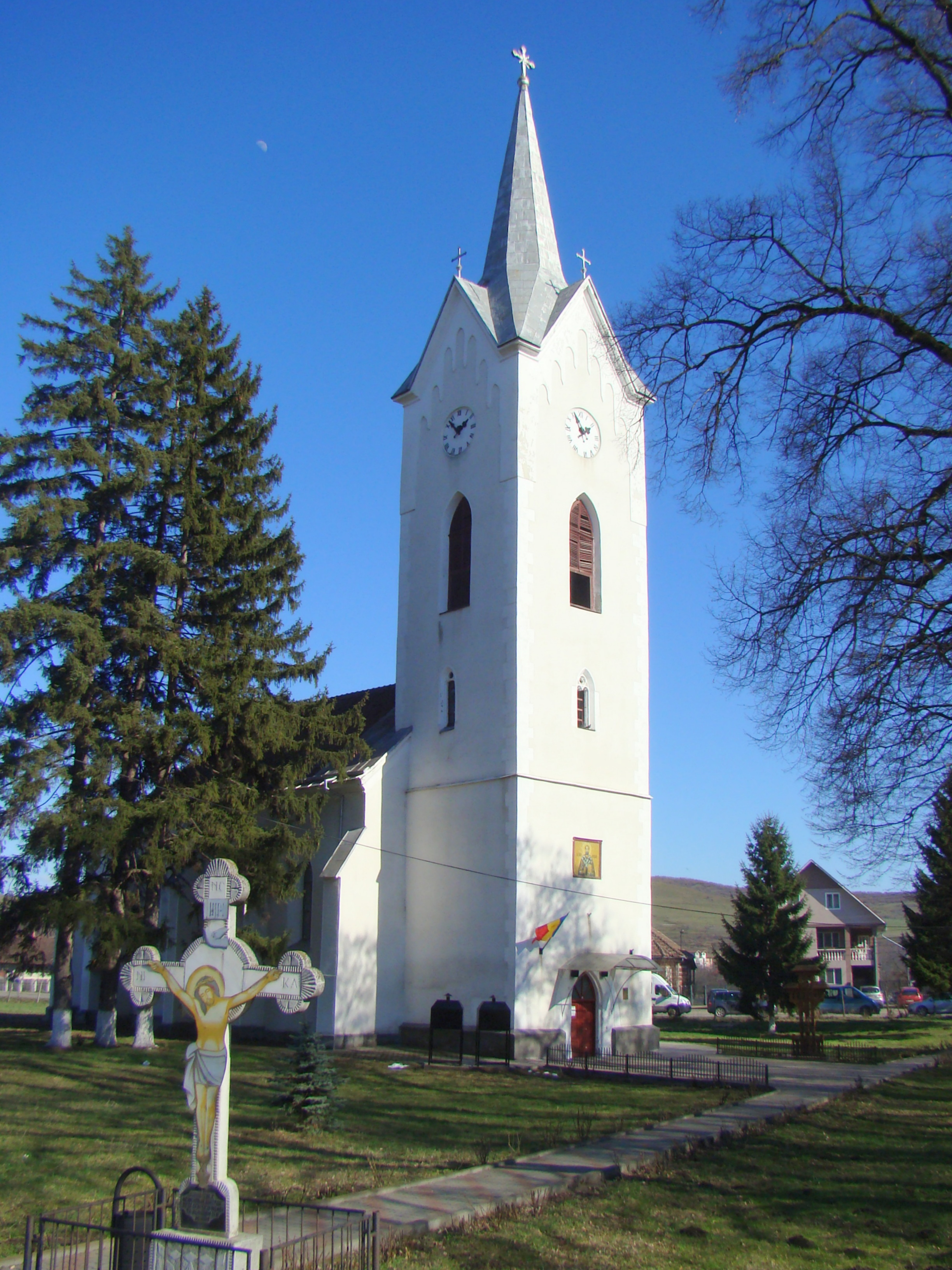
Biserica din Viișoara, foto: august 2018.

Biserica „Sfântul Ierarh Nicolae” din Viișoara este un monument istoric aflat în centrul localității Viișoara (Beșineu), la 6 km de municipiul Bistrița. Lăcașul a avut inițial hramul „Adormirea Maicii Domnului” și a fost pe rând biserică romano-catolică, evanghelică luterană și ortodoxă.

## Localitatea
Viișoara, mai demult Beșeneu, Beșâneu, Beșineu, Heidendorf (în dialectul săsesc Heendref, Hendraf, Hěndref, în germană Heidendorf, în maghiară Besenyő), este o localitate componentă a municipiului Bistrița din județul Bistrița-Năsăud, Transilvania, România. Localitatea este atestată documentar din anul 1332, când în registrul papal de impozite a fost menționat parohul Joannes de Villa Paganica din protopopiatul Bistriței.

## Biserica
Satul, dezvoltat în jurul unei largi piețe rectangulare, a preluat modelul urbanistic al orașului Bistrița, cu care se învecinează, cu biserica amplasată în centrul localității, construită în stil gotic, în secolul al XV-lea. Hramul bisericii a fost „Adormirea Maicii Domnului”. Odată cu reforma protestantă comunitatea a adoptat învățăturile lui Martin Luther.
Incendiul din 1788 a mistuit întreaga așezare, de asemenea au ars toate documentele. Biserica a fost reconstruită la sfârșitul secolului XVIII și renovată în secolul XIX, renovare căreia i se datorează înfățișarea actuală. Biserica a dispus de o orgă, al cărei constructor a fost Wilhelm Hörbiger din Sibiu, și care în 1981 a fost dezmembrată și mutată în biserica evanghelică din Bistrița.
După exodul sașilor transilvăneni, biserica a fost cumpărată de comunitatea ortodoxă, modificată la interior conform cerințelor cultului ortodox, ocazie cu care hramul bisericii a fost schimbat din „Adormirea Maicii Domnului” în „Sfântul Ierarh Nicolae”.

## Tabernacolul
Din perioada catolică se păstrează pe zidul nordic al corului un tabernacol sculptat în piatră și decorat cu motivul Agnus Dei.

## Imagini din exterior

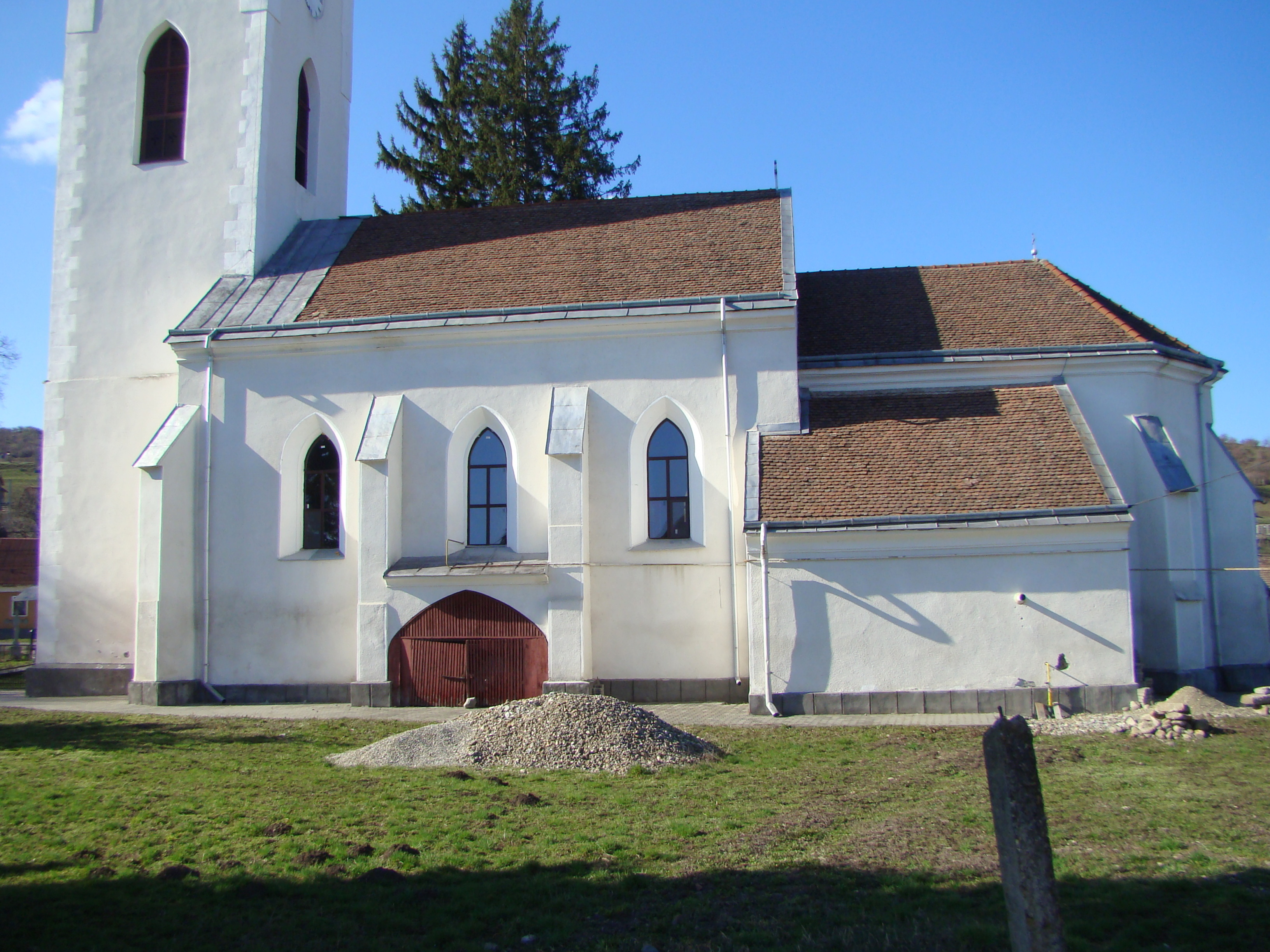
Latura de sud, cu nava sprijinită de trei contraforturi
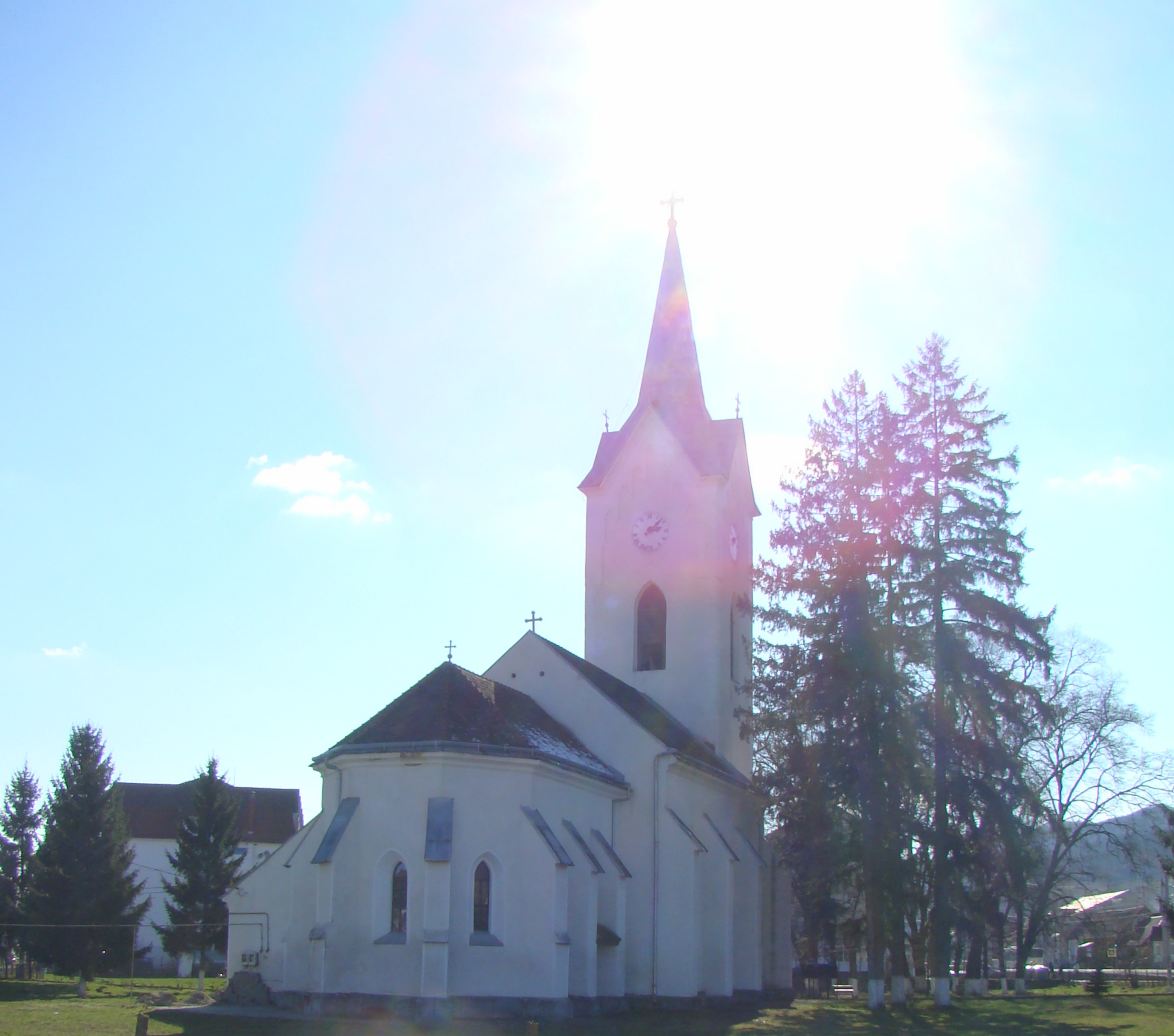
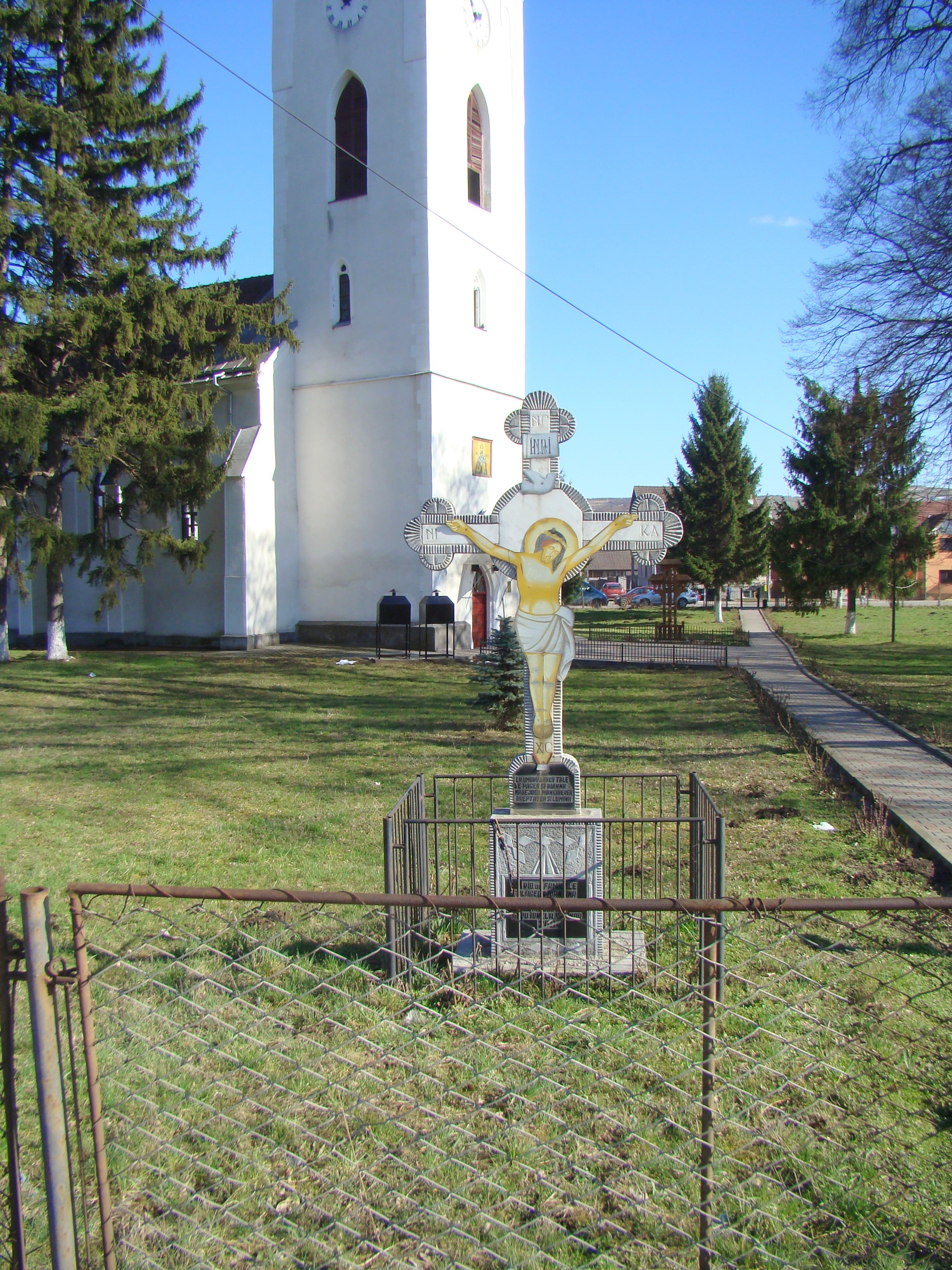
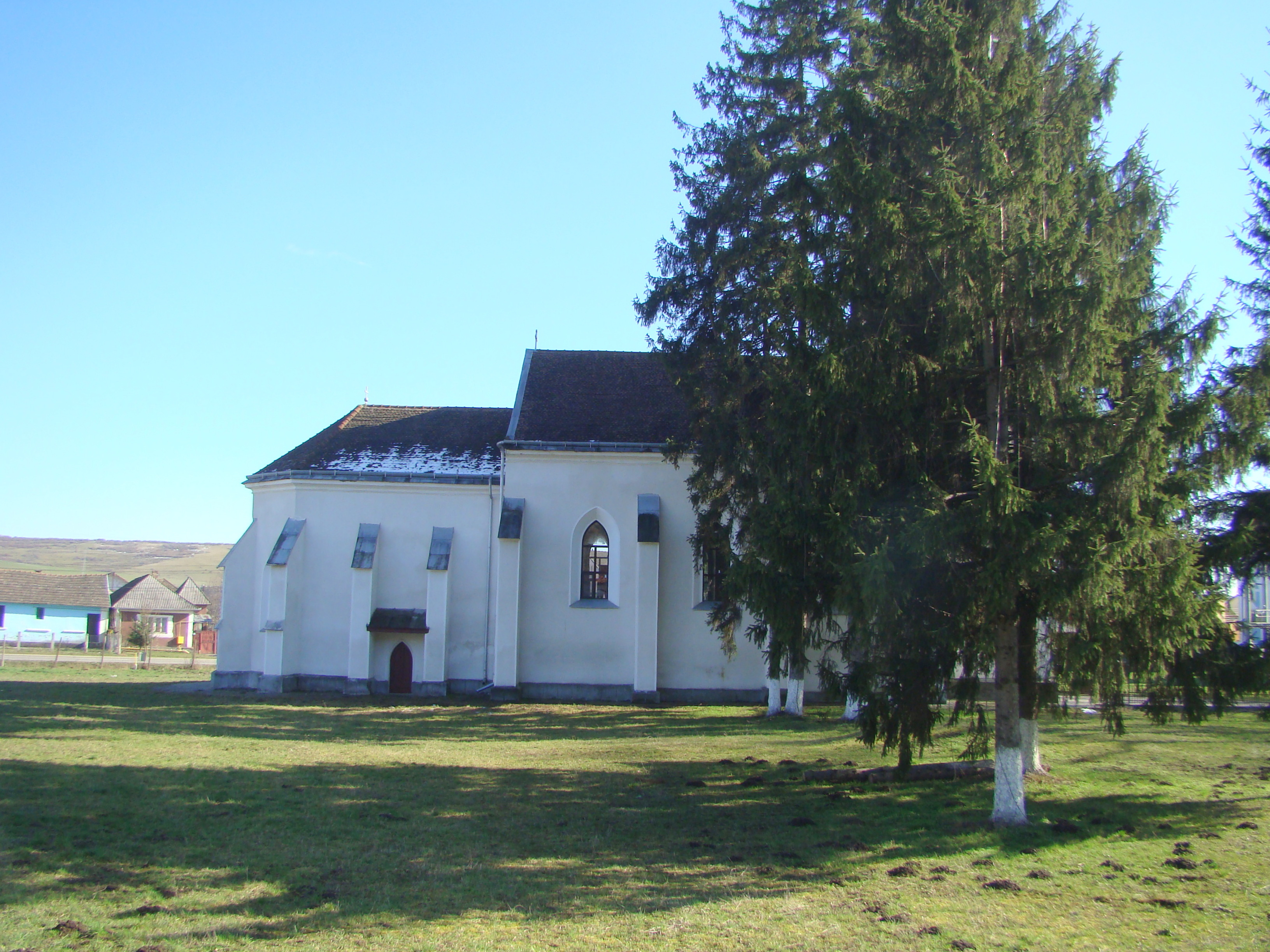
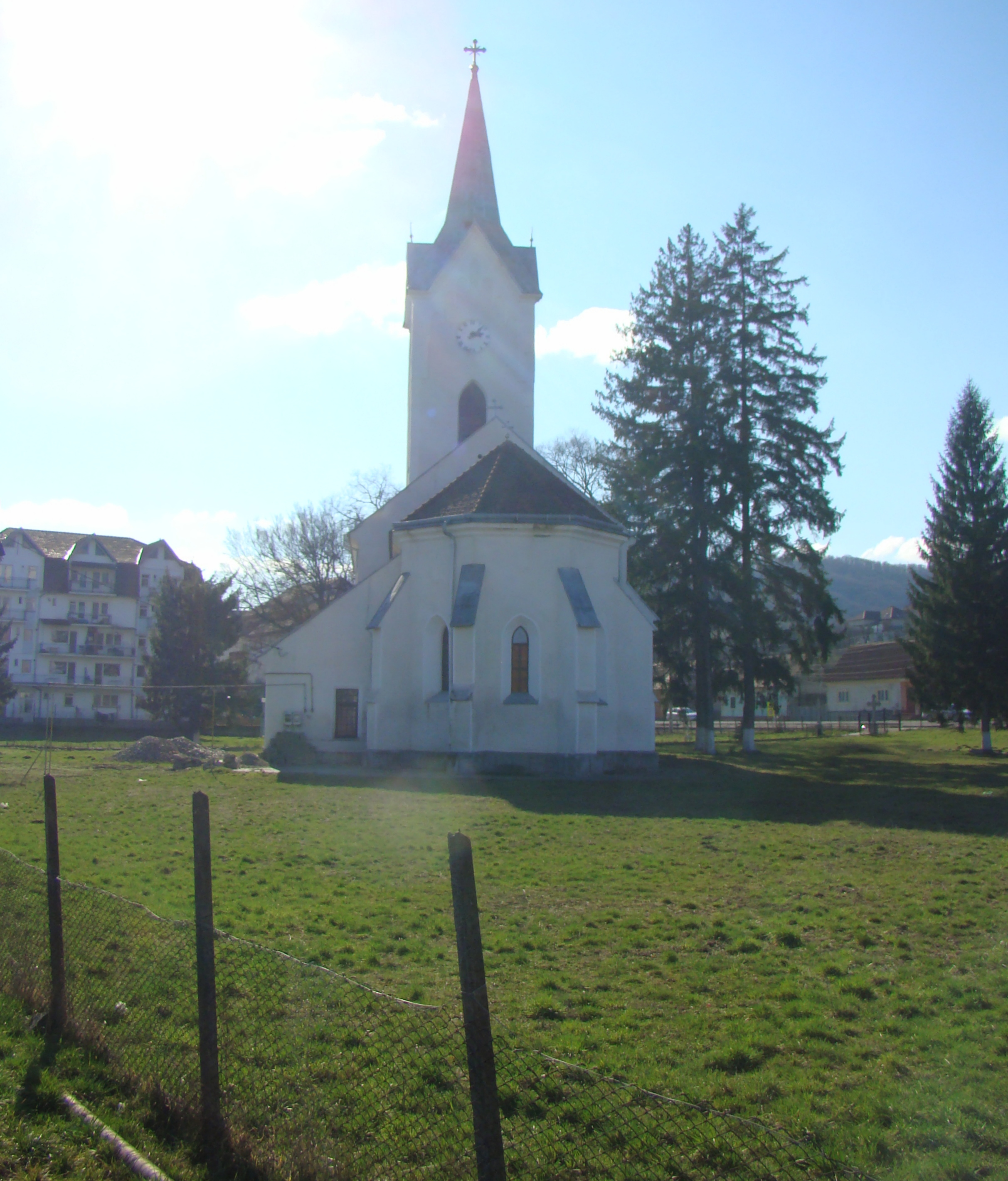
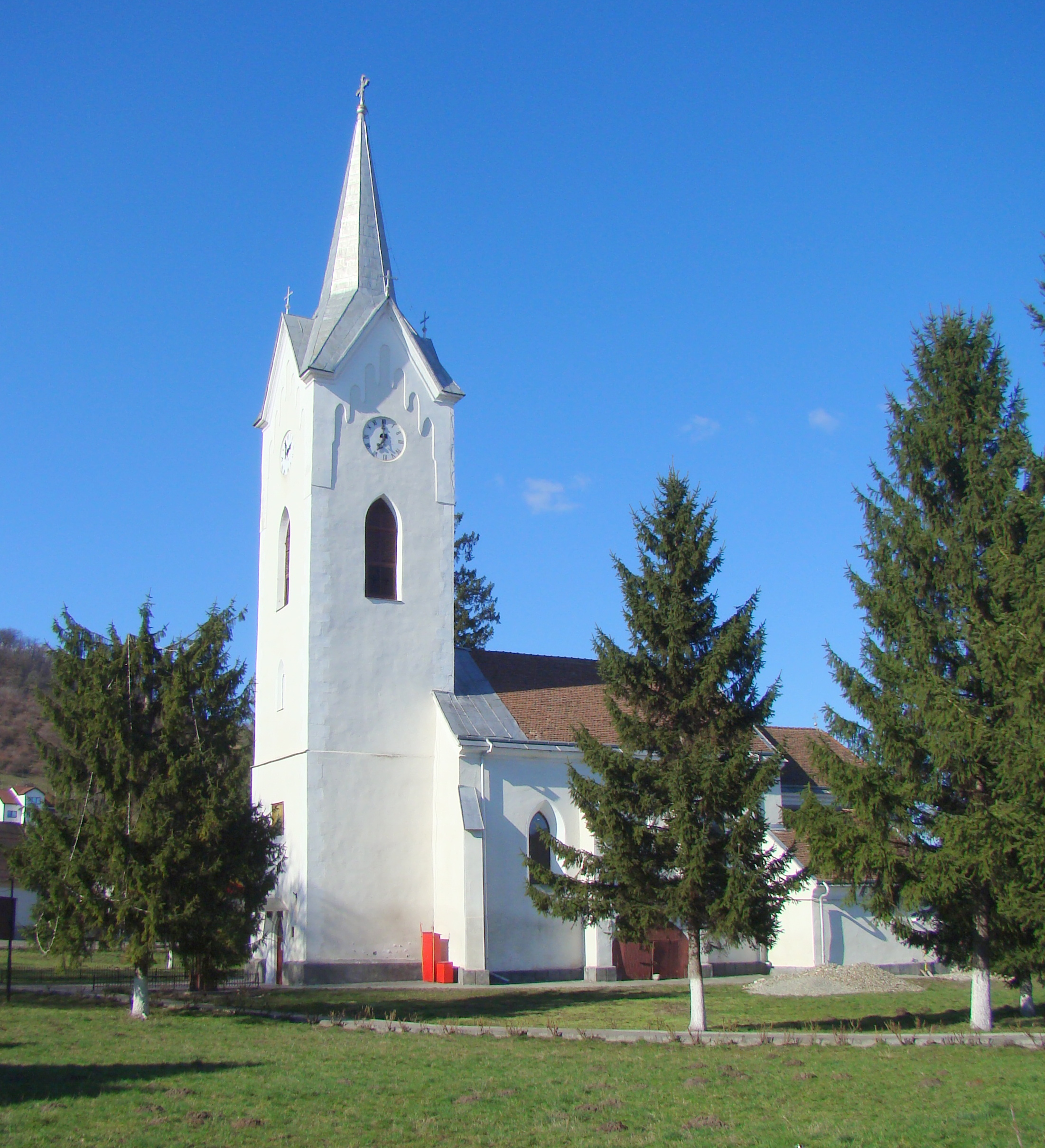
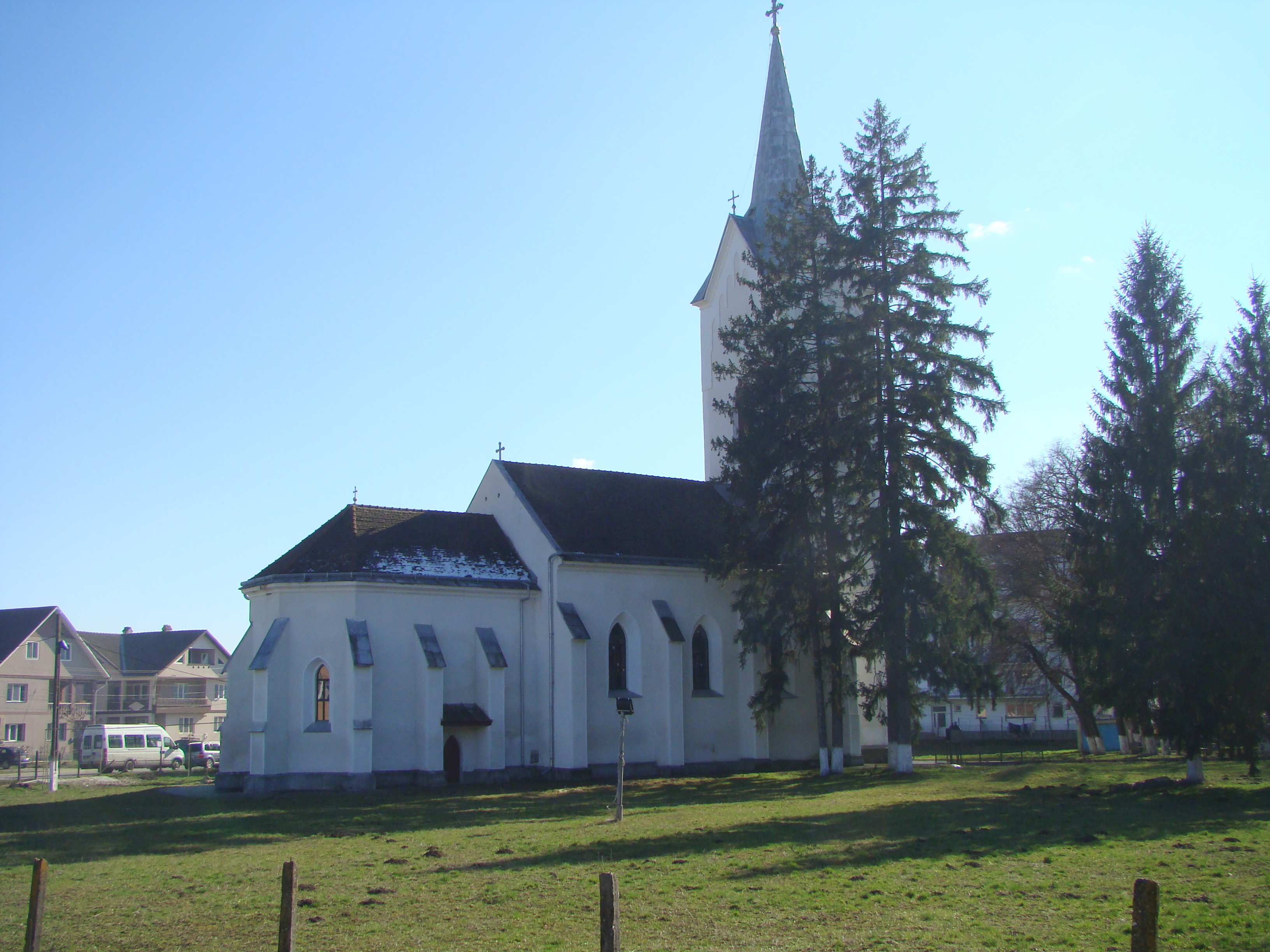